# بول فافر
بول فافر (بالفرنسية: Paul Favre )‏ (و. 1921 – 2015 م) هو سياسي، من فرنسا، توفي عن عمر يناهز 94 عاماً.

## مناصب
تولى منصب عضو مجلس الشيوخ الفرنسي.